# Gaetano Previati
Gaetano Previati (Ferrara, 31 agosto 1852 – Lavagna, 21 giugno 1920) è stato un pittore italiano che, dopo una giovanile esperienza nella Scapigliatura milanese, fu rappresentativo soprattutto della corrente del divisionismo italiano.

## Biografia

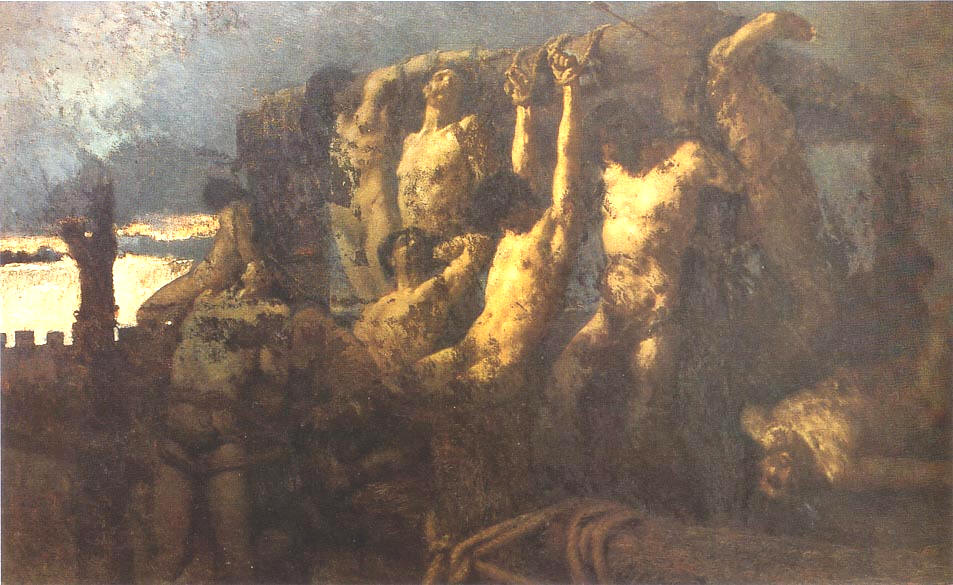
Gli ostaggi di Crema (1879)

Gaetano Previati nasce a Ferrara in una casa dell'odierna Via XX Settembre, sulla cui facciata nel 1952 fu posta una lapide in sua memoria. Curiosamente nei pressi di questa abitazione nascerà, circa 30 anni dopo, nel 1881 Manfredo Manfredini, un altro artista ferrarese.
Il padre, Flaminio, è orologiaio, mentre la madre, Riccarda Benvenuti Bonlei, muore di parto quando Gaetano ha solo due anni. Il padre, a seguito della vedovanza, si risposa con Cornelia Facchini. Previati dopo aver studiato presso la Civica scuola d'arte di Ferrara sotto la guida di Giovanni Pagliarini, nel 1876 si trasferisce da Ferrara a Milano dove frequenta l'Accademia di belle arti di Brera, vincendo nel 1879 il concorso Canonica con il quadro Gli ostaggi di Crema.
Nel 1881 si stabilisce definitivamente a Milano dove entra in contatto con gli ambienti della Scapigliatura. Partecipa alla I Triennale di Milano del 1891 con l'opera Maternità in cui rende esplicita la sua adesione al divisionismo, di cui sarà anche teorico, e ai temi simbolisti.
A partire dal 1895 e fino al 1914 è invitato alle esposizioni internazionali d'arte di Venezia, dove nel 1901 e nel 1912 è presente con due mostre personali.
Nel 1907 partecipa all'allestimento della "Sala del sogno" della VII Biennale di Venezia ed espone al Salon des peintres divisionnistes italiens organizzato a Parigi dal mercante Alberto Grubicy. Questi, con il fratello Vittore, fonda nel 1911 la Società per l'Arte di Gaetano Previati, acquistando un nucleo consistente di suoi dipinti che verranno esposti nelle mostre organizzate a Genova (1915) e a Milano (1916 e 1919).
Fra le sue opere più importanti, La Maternità, dipinta nel 1890 e presentata nella Triennale di Milano dove riscontrò discussioni vivacissime per la tecnica esecutiva: una donna, seduta sotto un albero, si china teneramente sul bimbo a cui offre il seno mentre intorno la circondano figure evanescenti di angeli.
Colpito da dolorosi lutti familiari, muore nel 1920 all'età di 67 anni a Lavagna, cittadina ligure dove già da tempo soleva trascorrere lunghi soggiorni.
Viene sepolto nel cimitero monumentale della Certosa di Ferrara.

## Galleria d'immagini

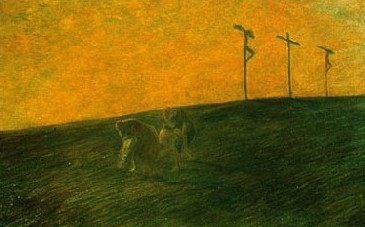
Trafugamento del corpo di Cristo, (1912) Museo dell'Ottocento, di Ferrara
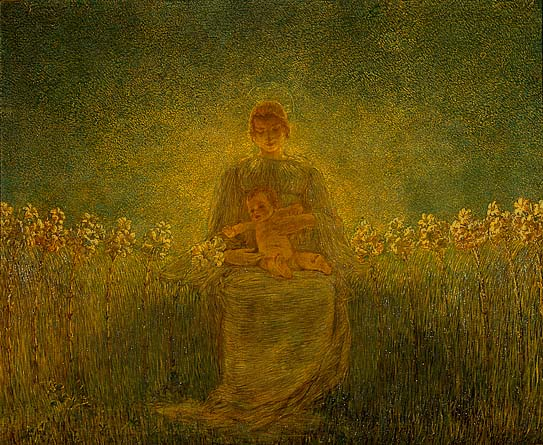
Madonna dei gigli (1893) GAM di Milano
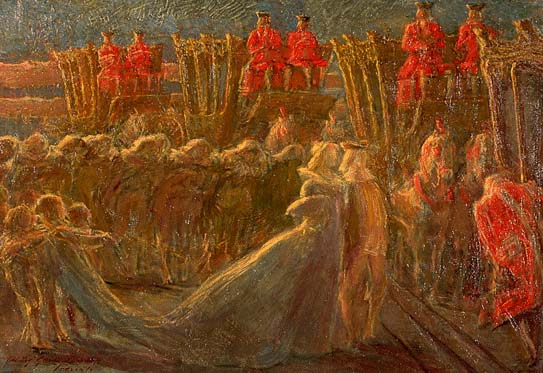
Re Sole (1900 circa) GAM di Milano
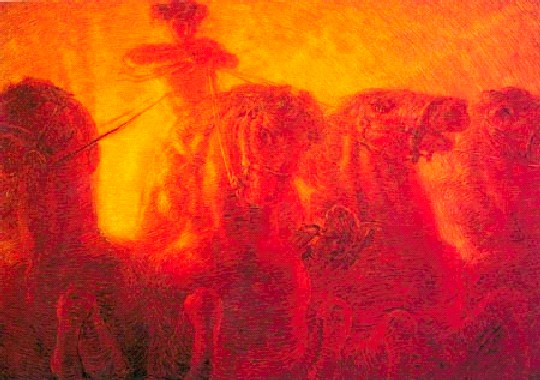
Il carro del Sole (1900 circa) Camera di commercio di Milano
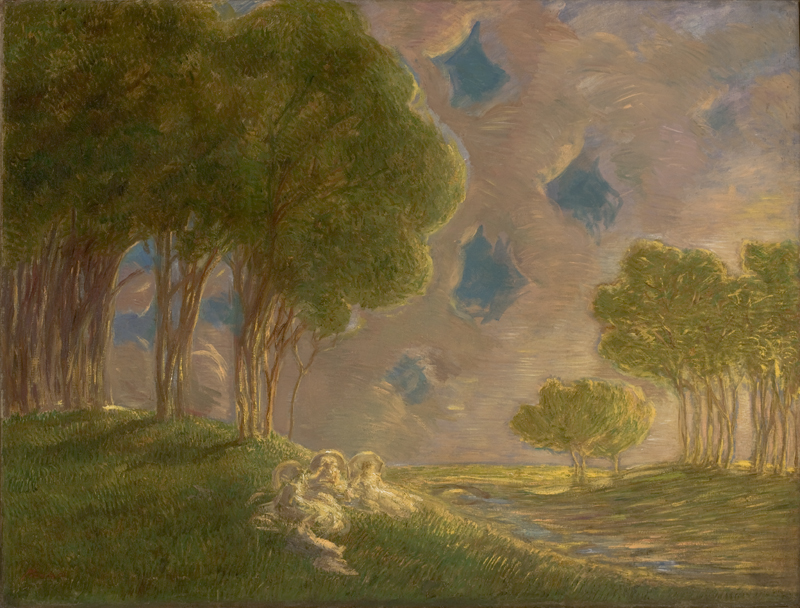
Paesaggio (1905 circa) Museo d'Arte di San Paolo
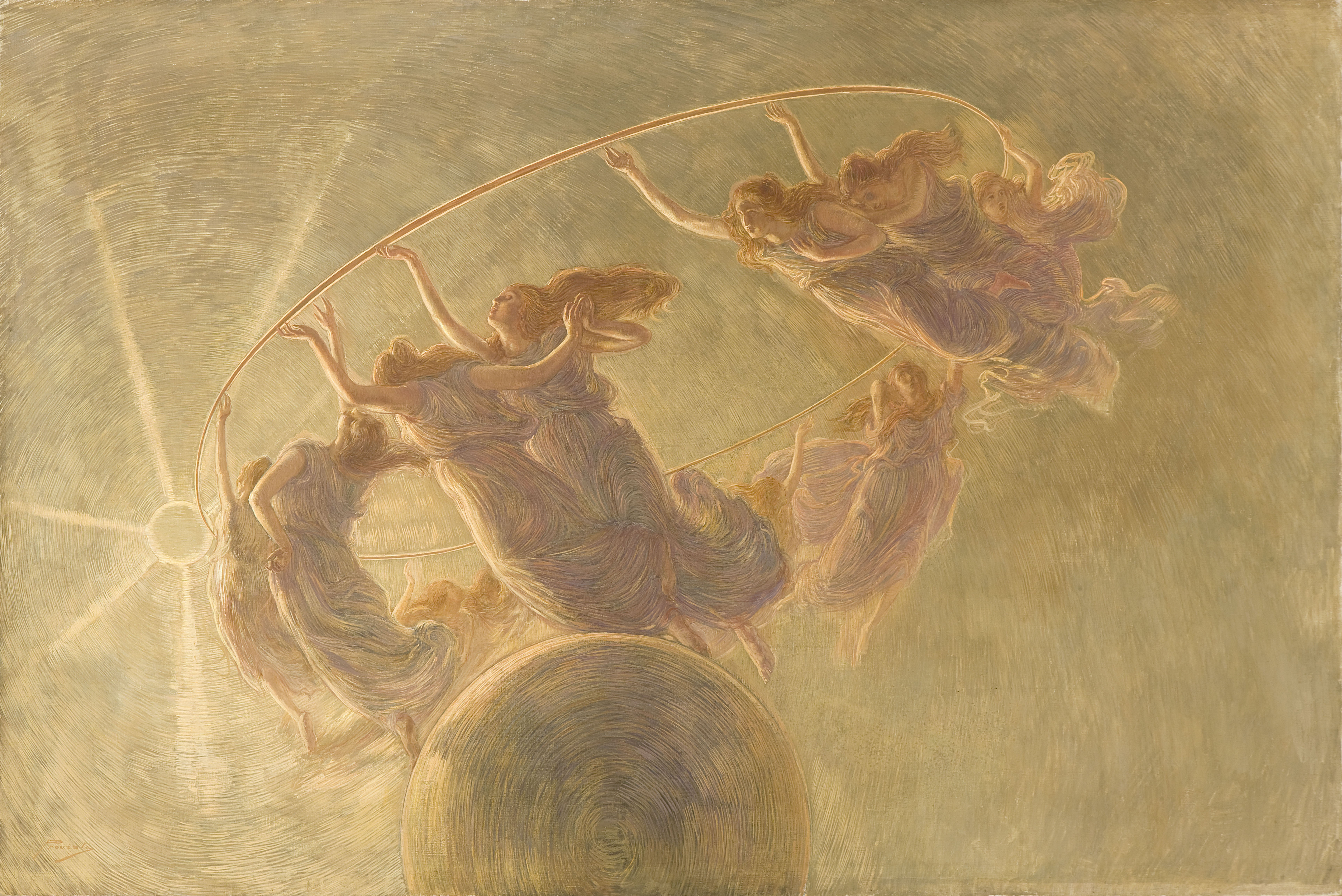
La danza delle ore (1899) Collezioni d'arte della Fondazione Cariplo
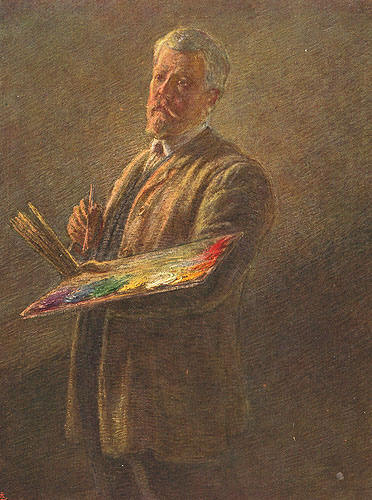
Autoritratto, Corridoio vasariano, Galleria degli Uffizi (1911)

## Opere
- Jean-Georges Vibert, a cura di Gaetano Previati, La scienza della pittura, Torino, F.lli Bocca, 1893, ISBN non esistente.
- Gaetano Previati, La tecnica della pittura, Torino, F.lli Bocca, 1905, ISBN non esistente.
- Gaetano Previati, I principii scientifici del divisionismo: (la tecnica della pittura), Torino, F.lli Bocca, 1906, ISBN non esistente.
- Gaetano Previati, Della pittura: tecnica ed arte, Torino, Fratelli Bocca, 1913, ISBN non esistente.

## Opere nei musei

### Musei in Italia

#### Emilia-Romagna
- Forlì
  - Quadreria della Cassa dei Risparmi di Forlì: Cesare Borgia a Capua o Il Valentino (1880)[4].
- Piacenza
  - Galleria d'arte moderna Ricci Oddi: Haschisch: fumatrici d'oppio (1887)[5].
- Ferrara
  - Museo dell'Ottocento: Trafugamento del corpo di Cristo (1912), Paolo e Francesca (1909), L'Assunzione (c. 1903)[6].
- Ro Ferrarese
  - Fondazione Cavallini Sgarbi: Una pia donzella ai tempi di Alarico (1879), Cristo crocefisso (1881), Prima comunione (1884), Sacra Famiglia (1900 ca.) [7]

#### Friuli Venezia Giulia
- Museo Revoltella di Trieste

#### Lombardia
- Milano
  - Collezioni d'arte della Fondazione Cariplo: Paggetto suonatore di mandolino (1878-84) e La danza delle ore (1899).
  - Galleria d'arte moderna: Madonna dei gigli (1893) e Re Sole (1900).
  - Pinacoteca di Brera: Adorazione dei Magi (1892 circa) e I funerali di una vergine (1895).
- Bergamo
  - Accademia Carrara: Morte di Paolo e Francesca (1887 circa).
- Castano Primo
  - Museo Civico: Via Crucis (1888)[8]. In origine gli affreschi erano ubicati presso il Cimitero.
- Crema
  - Museo civico di Crema e del Cremasco: Gli ostaggi di Crema (1879) e Cristo e gli apostoli.
- Legnano
  - Castello Visconteo: Trittico della Battaglia di Legnano (1915 -18).

#### Piemonte
- Tortona
  - Pinacoteca della Fondazione Cassa di Risparmio di Tortona: Adorazione dei Magi (1890-1894), La via del Calvario (1913 circa)[9].

#### Lazio
- Roma
  - Galleria Nazionale d'Arte Moderna: La Creazione della Luce (1913)[10] e il trittico La Caduta degli Angeli (1913)[11].

### Musei all'estero

#### Brasile
- Museo d'Arte di San Paolo: Paesaggio (1905).